# گتیک، گغارکونیک
گتیک (به ارمنی: Գետիկ) یک شهر در ارمنستان است که در استان گغارکونیک واقع شده‌است.  در  کیلومتری شمال گاوار، مرکز استان گغارکونیک واقع شده‌است.

## خصوصیات
گتیک ۴۹۵ نفر جمعیت دارد و در ارتفاع  متر بالاتر از سطح دریا قرار گرفته است.